# 올라 아부 알가이브
올라 아부 알가이브(Ola Abu Alghaib)는 장애인 인권 활동가인데 그 활동가는 중동의 장애여성의 지역사회로의 완전한 통합을 보장하는데 집중한다.
그녀가 14살이었을 때 그녀는 수술을 받았는데, 하지만 그 수술은 올라가 걷는 혹은 그녀의 오른쪽 손을 움직이는 능력을 잃는 것으로 이어졌다. 대학 시절에, 접근가능한 캠퍼스에의 그녀의 권리를 그녀는 주장했고 그녀의 옹호하는 활동은 그녀에게 캠퍼스건축위원회에의 참여기회를 주었다. 행정실은 올라를 그들의 기술자들과 협력하도록 선택했는데 장애인의 욕구를 충족시키도록 대학교 캠퍼스를 바꾸기 위해서 말이다. 2003년에 라말라에 있는 버자잇 대학에서 올라는 그녀의 석사 학위를 받았다.
2006년에, 그녀는 '희망 사회의 별들'을 만들었는데 그 기구는 장애여성의 욕구를 충족시키기 위해 그리고 그들의 권리를 실현하는 것에 있어서 그들을 지원하기 위해 활동하는 것이다. 그녀는 현재 '레너드 체셔'의 '세계 공헌 및 연구 위원회 대표'인데, 그것은 장애인들을 그들의 목표를 이루도록 그리고 그들의 최고의 삶을 살도록 지원하는 기구이다.
레너드 체셔에서의 그녀의 책임은 정책 분석을, 사업 구상을, 경영과 평가를, 지원 전략의 수립을 포함하는데 연구에 덧붙여서 말이다. 그녀의 연구는 세계은행, 유엔 산하기구(세계건강기구, 국제노동기구, 유네스코, 유니세프, 비정부기구들)와 함께 이루어졌는데 많은 다른 장애인 단체와 더불어서 말이다.
정부가 유엔 장애인권리협약(시알피디)을 채택하도록 하는 옹호활동을 그녀의 활동은 포함해왔다. 그녀는 팔레스타인의 장애여성을 조직하기 위해 활동해왔는데 필수적 기술에 더해서 상담, 의료, 그리고 재활 서비스로 그들을 지원하면서 말이다. 올라는 전국적인 옹호활동을 조직했는데 그것은 장애여성에 대한 차별을 가시화하고 그들의 잠재력을 드러내는 것이다.
다음의 것들을 포함해서, 다양한 정책 수립 주체들에서 중요한 역할을 그녀는 맡아오고 있는데 그것은 국제장애개발컨소시엄의 부의장 그리고 유엔장애인권리파트너십 정책 사무소의 국제장애개발컨소시엄 대표; 세계장애혁신허브 집행위원; 장애권리기금 집행위원; 함께 2030 의제 핵심 집단 구성원이다.
유엔개발계획의 유엔장애인파트너십 기술사무국의 과장으로 2019년 8월에 임명되었다. 임명된 후에, 가장 영향력있는 사람들 중의 성평등 상위 100명 안에 그녀는 들게 되었다.